# ایان گیلارد
ایان گیلارد (به انگلیسی: Ian Gillard) (زادهٔ ۹ اکتبر ۱۹۵۰) بازیکن فوتبال اهل کشور انگلستان که سابقهٔ بازی در تیم ملی فوتبال انگلستان را در کارنامهٔ خود دارد. وی در تاریخ ۱۲ مارس ۱۹۷۵ نخستین بازی ملی خود را در مقابل تیم ملی فوتبال آلمان غربی انجام داد و با حضور در ۳ بازی ملی، در تاریخ ۳۰ اکتبر ۱۹۷۵ واپسین بازی ملی‌اش را در برابر تیم ملی فوتبال چکسلواکی برگزار کرد.